# Киртанананда Свами
Киртанана́нда Сва́ми (англ. Kirtanananda Swami), также известен как Сва́ми Бхактипа́да; имя при рождении — Кит Го́рдон Хэм, англ. Keith Gordon Ham; 6 сентября 1937, Пикскилл, Нью-Йорк — 24 октября 2011, Тхане, Махараштра) — американский кришнаитский гуру и проповедник, один из первых учеников Бхактиведанты Свами Прабхупады (1896—1977), основатель (вместе с Хаягривой Свами) и лидер (1968—1994) кришнаитской духовной общины Нью-Вриндаван в Западной Виргинии.

## Ранние годы
Кит Гордон Хэм родился 6 сентября 1937 года в городе Пикскилл штата Нью-Йорк, в семье баптистского пастора. В юности, вдохновлённый миссионерским духом своего отца, Кит занимался проповедью христианства своим одноклассникам. В 17 лет Кит заболел тяжёлой формой полиомиелита, но несмотря на это в 1955 году смог с отличием окончить старшую школу в Пикскил (штат Нью-Йорк). Как в школе, так и позднее в университете, особенно силён он был в дебатах.
В 1959 году Кит с отличием окончил Мэривиллский колледж в Теннесси, получив степень бакалавра наук по истории. Он был лучшим в своём классе из 117 студентов и, благодаря этому, получил стипендию Центра Вудро Вильсона на изучение американской истории в Университете Северной Каролины в Чапел-Хилл, где и учился в течение трёх лет. Там Кит подружился со студентом английского языка Ховардом Уилером, с которым у него завязались гомосексуальные отношения. 3 февраля 1961 года оба студента вынуждены были оставить учёбу после того, как университетская администрация пригрозила начать расследование «сексуального скандала».
Кит и Ховард примкнули к движению хиппи и поселились в Нью-Йорке, где Кит занялся популяризацией ЛСД и стал ЛСД-гуру. На жизнь Кит зарабатывал, работая в офисе по рассмотрению заявок на получение пособий по безработице. По прошествии нескольких месяцев, Кит поступил в Колумбийский университет, где получил стипендию Оскара Уаддела на изучение истории религии. Однако, в 1964 году Кит оставил учёбу и в октябре 1965 года вместе с Ховардом Уиллером отправился в Индию в поисках гуру. Проведя в Индии шесть месяцев и так и не достигнув своей цели, Кит и Ховард вернулись в Нью-Йорк.

## Встреча с Прабхупадой и первые годы в ИСККОН
В июне 1966 года, вскоре после возвращения из Индии, Кит встретился с индийским кришнаитским гуру Бхактиведантой Свами (которого последователи называли Прабхупада). В июле 1966 года Прабхупада основал и официально зарегистрировал в Нью-Йорке Международное общество сознания Кришны (ИСККОН) — вайшнавскую религиозную организацию, которая вскоре выросла и превратилась во всемирное движение. В течение нескольких месяцев Кит регулярно посещал лекции по «Бхагавадгите», которые Прабхупада давал в оборудованном под храм арендованном магазинчике под названием «Бесценные дары», расположенном на 26 Второй Авеню. 23 сентября 1966 года Кит получил от Прабхупады посвящение в ученики и духовное имя «Киртанананда Даса» (в переводе с санскрита — «слуга наслаждающегося киртаном», то есть Кришны). Прабхупада инициировал Говарда Уилера на две недели раньше Киртанананды, 9 сентября 1966 года, и дал ему имя Хаягрива Даса.
Киртанананда был хорошим поваром и Прабхупада иногда шутливо называл его «Кухня-ананда». Киртанананда был одним из первых учеников Прабхупады, побривших голову (оставив на ней шикху), облачившихся в традиционную индийскую одежду (состоявшую из дхоти и курты) и поселившихся в храме. В марте 1967 года, по просьбе Прабхупады, Киртанананда вместе со знавшим французский язык студентом Джанусом Дамбергсом (Джанарданой) отправился проповедовать в Канаду и открыл храм ИСККОН в Монреале.
Летом 1967 года Киртанананда вместе с Прабхупадой совершил паломничество в Индию, где 28 августа получил посвящение в санньясу (уклад жизни в отречении в индуизме), став первым санньяси в ИСККОН. При этом, Киртанананда получил титул «свами» и с тех пор стал известен под именем «Киртанананда Свами». Однако, спустя несколько недель, Киртанананда против воли Прабхупады вернулся в Нью-Йорк, где попытался добавить эзотерические культурные элементы христианства к ортодоксальной вайшнавской системе бхакти, проповедуемой Прабхупадой. Другие кришнаиты встретили Киртанананду в штыки и сообщили о происходившем всё ещё находившемуся в Индии Прабхупаде, который резко отчитал Киртанананду и запретил ему проповедовать в храмах ИСККОН. После этого инцидента Киртанананда вместе с Хаягривой поселился в городе Уилкс-Барре в Пенсильвании, где Хаягрива устроился работать преподавателем английского языка в колледже.

## Основание Нью-Вриндавана
В декабре 1967 года Киртанананда прочитал в контркультурной газете San Francisco Oracle обращение американского мистика Ричарда Роуза, предлагавшего основать ашрам на принадлежавшем ему земельном участке в Западной Виргинии. По идее Роуза, ашрам должен был стать центром, где «философы могли бы собираться и работать вместе».
В выходные (30—31 марта 1968 года) Киртанананда и Хаягрива посетили два участка земли, находившихся во владении Роуза. После этого Хаягрива вернулся в Уилкс-Барре, а Киртананада остался на ферме Роуза, поселившись в заброшенном сарае. В июле 1968 года Киртанананда, прожив в полной изоляции несколько месяцев, отправился с Хаягривой нанести визит Прабхупаде в Монреале. У Прабхупады при виде своих учеников на глаза навернулись слёзы. Он объявил, что прощает их, и подарил им гирлянду из роз, сняв её со своей шеи.
Затем Киртанананда и Хаягрива вернулись в Западную Виргинию, где Ричард Роуз и его жена Филлис за 4000 долларов сдали Хаягриве в аренду 54 гектара земли сроком на 99 лет с правом покупки земельного участка за 10 долларов по истечение срока аренды. На этом земельном участке Киртанананда и Хаягрива основали вайшнавскую сельскохозяйственную общину, назвав её «Нью-Вриндаван» в честь святого места паломничества Вриндавана. Прабхупада внимательно следил за развитием общины, давая наставления по её руководству и развитию как лично, во время своих визитов (1969, 1972, 1974 и 1976 году), так и в своих письмах. Основатели определили для Нью-Вриндавана четыре основные цели:
1. Установление и пропагандирование простого, аграрного образа жизни в сознании Кришны, включая защиту коров
2. Возведение семи храмов на семи холмах Нью-Вриндавана и превращение общины в место паломничества
3. Обучение детей в гурукуле и воспитывание из них учителей-брахманов
4. Создание общины, основанной на варнашрама-дхарме

Практически с момента основания Нью-Вриндавана Киртанананда стал лидером общины. После смерти Прабхупады в литературе, публиковавшейся в Нью-Вриндаване, Киртанананда стал именоваться «ачарьей-основателем Нью-Вриндавана», имитируя титул Прабхупады «ачарья-основатель Международного общества сознания Кришны». С течением времени население общины заметно возросло за счёт притока кришнаитов из других храмов и общин ИСККОН. Было приобретено большое количество коров, а площадь земельных угодий достигла 2000 гектаров. Нью-Вриндаван превратился в популярное место паломничество кришнаитов, куда на такие крупные фестивали, как Кришна-джанмаштами, собиралось по нескольку тысяч верующих.
Большинство кришнаитов простили Киртанананаде совершённые им ранее ошибки. Многие уважали его за аскетичный образ жизни, за его проповеднический дар и за его преданность главным божествам Нью-Вриндавана — Радха-Вриндавана Чандре. Для других кришнаитов, бросивших вызов его власти над общиной и ставших свидетелями его гнева, он был источником страха.

## Строительство Золотого дворца Прабхупады
В конце 1972 года один из кришнаитов общины, скульптор-архитектор Бхагаватананда Даса, предложил построить на территории Нью-Вриндавана дом для Прабхупады, в котором тот мог бы останавливаться и в мирной, сельской атмосфере заниматься переводом вайшнавских священных текстов. Торжественная церемония инаугурации храма состоялась 2 сентября 1979 года, через два года после смерти Прабхупады. К тому времени изначальный план претерпел значительную эволюцию и кришнаиты построили изысканно разукрашенный дворец из мрамора, золота и тикового дерева, который стал мемориалом в честь умершего духовного учителя. Завершение строительства Золотого дворца Прабхупады привлекло внимание американских СМИ и, по мнению обозревателей, побудило американцев более уважительно относиться к кришнаитам, которые до того были известны в основном пением на улицах, сбором пожертвований и продажей религиозной литературы в аэропортах. Нью-Вриндаван вскоре превратился в популярное туристическое направление, общину начали ежегодно посещать десятки тысяч туристов.
Вдохновлённый успехом, Киртанананда начал планировать строительство тематического парка «Кришналенд» и гранитного «Храма взаимопонимания» в классическом южноиндийском стиле храмовой индуистской архитектуры. Киртананада намеревался создать на территории Нью-Вриндавана «Духовный Диснейленд». Закладка первого камня будущего храма состоялась 31 мая 1985 года в присутствии сенатора от Западной Виргинии и десятков других высокопоставленных лиц. В одной из кришнаитских публикаций этот день был назван «наиболее важным и памятным днём в истории Нью-Вриндавана».

## Период после смерти Прабхупады
После смерти Прабхупады в ноябре 1977 года, Киртананада и другие 10 старших кришнаитов начали исполнять обязанности гуру, продолжив тем самым цепь ученической преемственности гаудия-вайшнавов. В марте 1979 года Киртанананда принял почётный титул «Бхактипада».
В 1980-е годы он дал посвящение в санньясу нескольким своим духовным братьям, наиболее известными среди которых были Бхакти Тиртха Свами (1979), Бхактисварупа Дамодара Свами (1980), Радханатх Свами (1982), Ведавьясаприя Свами (1986), Варшана Свами (1986), Чандрамаули Свами (1986), Умапати Свами (1987), Хаягрива Свами (1989). В 1992 году Киртананада даже дал санньясу одной женщине — старшей ученице Прабхупады Малати Даси (Малати Свами), которая впоследствии возглавила движение за права женщин в ИСККОН и была избрана членом Руководящего совета ИСККОН.
В 1986 году Киртанананда начал проводить в общине так называемый «межрелигиозный эксперимент». Для начала, он изменил название общины в «Нью-Вриндаван — город Бога» и, также как и ранее в 1967 году, попытался сделать гаудия-вайшнавизм более доступным для западных людей, воспитанных на христианской культуре. Вместо традиционной вайшнавской одежды (дхоти и сари), кришнаиты стали носить чёрные рясы францисканских монахов; все санскритские и бенгальские мантры и песнопения, испольуемые во время богослужений, стали исполняться в английском переводе с использованием западных музыкальных инструментов (таких как орган и аккордеон), а не традиционных индийских — мриданги и каратал; кришнаиты-мужчины стали отращивать длинные волосы и бороды; женщинам Киртанананда давал санньясу и поощрял их проповедовать; джапа-медитация практиковалась молча, а не вслух.

## Покушение и изгнание из ИСККОН
27 октября 1985 года, в период строительства «Храма взаимопонимания», психически больной кришнаит по имени Трийоги Даса, прибывший в общину за месяц до того, напал на Киртанананду, ударив его по голове тяжёлым строительным инструментом. Тяжелораненый Киртанананда провёл в коме 10 дней. Постепенно он оправился, но кришнаиты, наиболее близко знавшие его, утверждали, что после этого инцидента в его характере произошли значительные перемены. В этот период также начался исход кришнаитов из Нью-Вриндавана.
16 марта 1987 года Руководящий совет Международного общества сознания Кришны на своём ежегодном съезде в Маяпуре принял решение исключить Киртананаду Свами из рядов организации за «моральные и богословские отклонения». Совет объявил, что Киртанананда грубо нарушал установленные в ИСККОН нормы, объявляя себя единственным духовным преемником Прабхупады. В поддержку резолюции об исключении Киртананады проголосовало 13 членов совета, другие два воздержались и один (Бхакти Тиртха Свами) проголосовал против.
Вслед за Киртананандой из ИСККОН ушли Нью-Вриндаван и 13 его храмов-сателлитов в США и Канаде. Киртанананда основал свою собственную духовную организацию — «Вечный орден всемирной лиги преданных». Многие ученики Киртанананды и другие кришнаиты покинули его, но так как Нью-Вриндаван остался под его контролем, Руководящий совет в 1988 году исключил из ИСККОН всю общину и всех её членов.

## Уголовное расследование, судебные процессы и тюремное заключение
В 1980-е годы Киртанананда Свами поставил на широкую ногу производство и продажу футболок, кепок и стикеров с изображениями, защищёнными авторскими правами. В 1990 году американские власти предъявили Киртананаде Свами обвинения в мошенничестве, рэкете и в заговоре с целью убийства двух кришнаитов (Чакрадхари и Сулочаны), чьи останки были найдены полицией на территории Нью-Вриндавана. По мнению стороны обвинения, Киртанананда Свами отдал приказ на убийство, опасаясь, что жертвы донесут властям об осуществляемой им противозаконной деятельности и что за период в четыре года Киртанананда Свами получил нелегальную прибыль в размере 10,5 млн долларов США.
29 марта 1991 года Киртананда Свами был признан виновным по 9 из 11 пунктов обвинения (жюри присяжных не смогло вынести вердикт по обвинению в заговоре с целью убийства). После этого, Киртанананда Свами нанял известного американского адвоката, профессора уголовного права Гарвардского университета Алана Дершовица. Убеждённый аргументами Дершовица, апелляционный суд отменил вердикт и признал Киртанананду Свами невиновным. По мнению суда, негативное влияние на мнение жюри присяжных оказало обсуждение на судебном процессе якобы совершённого Киртананандой Свами насилия над детьми — преступления, в котором его официально не обвиняли. 16 августа 1993 года Киртанананда Свами был освобождён из-под домашнего ареста (арендованной квартиры в окрестностях города Уилинг в Западной Виргинии, в которой он провёл два года) и возвратился в Нью-Вриндаван.
Однако, в том же году в Нью-Вриндаване произошёл новый инцидент: Киртанананду застали в автофургоне во время интимного контакта с молодым учеником из Малайзии. После этого Киртанананда потерял доверие большинства из ещё остававшейся ему верной горстки последователей. Ученики Киртанананды разделились на два лагеря: продолжавших поддерживать Киртанананду и выступавших за его отстранение от руководства над общиной. В это время Киртанананда уединился в своей резиденции «Тихая гора» около городка Литтлтон в Западной Виргинии. В июле 1994 года противники Киртанананды одержали вверх и изгнали его (вместе с горсткой оставшихся верных ему учеников) из Нью-Вриндавана. Тем самым начатая Киртананадой «межрелигиозная эра» подошла к концу, и община вернулась к духовным стандартам, практиковавшимся в ИСККОН. Большинство оставивших Нью-Вриндаван последователей Киртанананды поселились в храме Радхи-Муралидхары в Нью-Йорке, который всё ещё оставался под его контролем. В 1998 году решением Руководящего совета Нью-Вриндаван был официально принят обратно в ИСККОН.
В 1996 году завершился новый суд над Кританандой, в ходе которого он признал себя виновным в мошенничестве в особо крупных размерах и был приговорён к 20 годам тюремного заключения. Отсидев в тюрьме 8 лет, 16 июня 2004 года Киртанананда был досрочно освобождён по состоянию здоровья.

## Деятельность после выхода из тюрьмы
После освобождения из тюрьмы Киртанананда прожил четыре года в храме Радхи-Муралидхары на 25 первой авеню в Нью-Йорке. Этот храм был куплен кришнаитами в 1990 году за 500 000 долларов США и поддерживался маленькой группой учеников и последователей Киртанананды. В 2007 году совет храма попытался выселить Киртанананду с территории храма, после чего, 7 марта 2008 года, Киртанананда отправился в Индию, объявив о намерении провести там остаток своих дней. Генри Докторски привёл следующие слова Киртананды «Нет смысла оставаться там, где меня не хотят» и отметил, что практически все последователи Киртанананды в США покинули его, однако в Индии и Пакистане оставалась группа верных ему учеников, занимавшихся публикацией его книг.
В те годы Киртанананда утверждал, что намеревается продолжать проповедь синкретического послания, согласно которому Бог у христиан, мусульман и вайшнавов един; верующие люди каждой религии должны признавать и ценить веру людей, отличную от своей. Докторски приводит следующие слова Киртанананды:
Фундаментализм является одной из наиболее опасных систем веры в современном мире. Фундаментализм не поощряет единство, а является причиной сепаратизма. Он создаёт вражду между верующими людьми. Посмотрите на мусульман — Мухаммед никогда не хотел, чтобы его последователи распространяли свою религию мечом. В наше время проповедовать о единстве всех религий важнее, чем когда бы то ни было.

## Смерть
Киртанананда умер 24 октября 2011 года в больнице города Тхане, возле Мумбаи. Причиной смерти стала почечная недостаточность.
После смерти члены Руководящего Совета ИСККОН Радханатха Свами и Гопал Кришна Госвами оказали ему последние почести в построенном при их содействии самадхи (усыпальнице) во Вриндаване.